# Daniela Locarno
Daniela Locarno es una deportista italiana que compitió en triatlón. Ganó una medalla de bronce en el Campeonato Mundial de Triatlón de Larga Distancia de 2000.

## Palmarés internacional
| Campeonato Mundial | Campeonato Mundial | Campeonato Mundial | Campeonato Mundial |
| Año                | Lugar              | Medalla            | Prueba             |
| ------------------ | ------------------ | ------------------ | ------------------ |
| 2000               | Niza (Francia)     | Medalla de bronce  | Individual         |